# Куземкино (Рязанская область)
Куземкино — село в Шиловском районе Рязанской области в составе Ерахтурского сельского поселения.

## Географическое положение
Село Куземкино расположено на Окско-Донской равнине на реке Писаревке в 50 км к северо-востоку от пгт Шилово. Расстояние от села до районного центра Шилово по автодороге — 62 км.
Село находится в окружении значительных лесных массивов. К западу от него, в пойме реки Оки, расположено множество озер (Румка, Машкево, Исток, Румба, Яново, Лукоша и др.) и урочищ (Волчья Гора, Рыкмус, Большие Кочки); к северу — река Черная, овраг Ламур и урочища Горелое Болото и Синицыно; к востоку — овраги Давыдовский и Дубняк; к югу — овраг Лашма. Ближайшие населенные пункты — села Ерахтур и Шостье (Касимовский район).

## Население
| 1859 | 1897  | 1906  | 2010 |
| ---- | ----- | ----- | ---- |
| 1204 | ↗1389 | ↗1576 | ↘338 |

## Происхождение названия
Согласно «Толковому словарю» В. Даля, кузьмить кого-то — подсекать, поддевать хитростью, обманывать; Кузьминки — ж. мн. день Козьмы и Дамиана, девичий или курячий праздник, 1 ноября.

Как отмечает рязанский краевед А. В. Бабурин, почему населенный пункт получил такое название, установить пока не удалось. Вероятнее всего, в основе его наименования лежит фамилия (имя) владельца, либо первопоселенца. В «Словаре фамилий» Т. Ф. Вединой упоминается фамилия Кузин, о которой сказано следующее: 
«Многочисленны в русском языке варианты имени Кузьма (от греческого мир, украшение). В источниках XII в. оно пишется как Кузма. После XVII в. встречается Косма и Косьма. Они то и стали родоначальниками таких фамилий, как Кузин, Кузмин, Кузьмин, Кузькин, Кузякин, Куземчиков».
Шиловский краевед А. П. Гаврилов указывает, что «куземкс» по-мордовски означает «подъем» (Феоктистов А. П. Русско-мордовский словарь), а территория села действительно изобилует подъемами.

## История
В 3 км к северо-западу от села Куземкино на дюне «Волчья Гора» обнаружены остатки поселения с культурными слоями эпохи мезолита, неолита, бронзового и раннего железного веков; в 1,5 км к юго-западу от сельской церкви на правом берегу ручья — остатки селища XIII—XV вв.

Село Куземкино впервые упоминается в списке с писцовых книг П. Воейкова за 1627 г. в качестве деревни, числившейся вместе с селом Ерахтур в числе поместий касимовского царя Араслана и его сына царевича Сеит-Бурхана: 
«Деревня Куземкино, по обе стороны речки Писерки, а в ней крестьян 26 дворов… Да в деревни-ж Куземкине бобыльских 16 дворов… Да в деревне-ж Куземкине пустых дворовых 16 мест, …а те дворовыя места лежат впусте со 109 (1601) году, а крестьяне разбрелись от хлебного недороду, а иные померли от голоду. Пашни паханые середние земли 161 четверть с полуосминою и с получетвериком, да перелогом 63 четверти с осминою, да лесом по пашне поросло 60 четвертей в поле, а в дву потомуж, лес на пашне в полбревна и в кол и в жердь».
 Как видно из отрывка, к началу XVII в. деревня Куземкино уже существовала, и сильно пострадала от неурожая и голода 1601—1603 гг.
По окладным книгам 1676 г. деревня Куземкино относилась к приходу Никольского храма села Ерахтур, и в ней насчитывалось «крестьянских 54 двора, бобыльских 10 дворов».

По переписным книгам 1683 г. деревня Куземкино вместе с селом Ерахтур числилась в вотчине касимовских царевичей Ивана и Семена Васильевичей: 
«Деревня Куземкина, по обе стороны речки Писерки, а в ней крестьянских 30 дворов, бобыльских 9 дворов, пустых дворов беглых крестьян 38».
В 1707 г., после пресечения династии царей Касимовских и ликвидации Касимовского ханства, села Ерахтур и Мышца с деревнями были пожалованы царем Петром I князю Василию Лукичу Долгорукову «за его князь Васильеву службу в вотчину», но уже в 1730 г., после ссылки князя В. Л. Долгорукова, отписаны в дворцовое ведомство.
В 1860 г., по данным «Материалов для географии и статистики России», деревня Куземкино Касимовского уезда на озере Румб числилась в числе казенных, и в ней насчитывалось 130 дворов. В деревне имелась мельница.
К 1891 г., по данным И. В. Добролюбова, деревня Куземкино относилась к приходу Спасской церкви села Ерахтур и в ней насчитывалось 167 крестьянских дворов.
В 1905 г., согласно клировым ведомостям, в Куземкино на пожертвования благотворителей и «тщанием прихожан» был построен деревянный храм во имя святителя Николая Чудотворца. Храм был покрыт железом, а первыми причетниками в нем стали священник Василий Андреевич Ерахторин и псаломщик Григорий Иванов. С этого времени статус деревни Куземкино был повышен до села. В справочнике «Населенные места Рязанской губернии» за 1906 г. в селе Куземкино показано 243 двора, в коих проживало 1573 души обоего пола. Помимо Никольской церкви в селе имелись земская приходская школа, мельница, казенная винная лавка, крупорушка и кузница.
В советское время Никольский храм в селе Куземкино был разрушен, в настоящее время на его месте построена часовня.

## Социальная инфраструктура
В селе Куземкино Шиловского района Рязанской области имеются фельдшерско-акушерский пункт (ФАП), сельский клуб и библиотека.

## Транспорт
Основные грузо- и пассажироперевозки осуществляются автомобильным транспортом: село имеет выезд на проходящую в непосредственной близости автомобильную дорогу регионального значения Р125: «Ряжск — Касимов — Нижний Новгород».

## Достопримечательности
- Часовня во имя святителя Николая Чудотворца. Построена в 2014 г. на месте существовавшего в селе в начале XX в. деревянного Никольского храма.[9]